# 川合善明
川合 善明（かわい よしあき、1950年（昭和25年）10月26日 - ）は、日本の政治家、弁護士。元埼玉県川越市長（4期）。

## 来歴
埼玉県川越市生まれ。川越市立川越第一小学校、川越市立川越第一中学校、埼玉県立川越高等学校、早稲田大学政治経済学部卒業。早大卒業後、東京教育大学文学部に学士入学し、卒業。1979年に弁護士登録し、東京弁護士会に所属。1985年から飯田橋で川合法律事務所を開設。そのかたわら、川越市法律相談担当を務める。1990年、社団法人川越青年会議所財務室長に就任。2005年から川越市選挙管理委員長、東京弁護士会副会長を務める。2007年、筑波大学法科大学院客員教授に着任。
2009年1月25日執行の川越市長選挙に無所属で出馬し、当選した。投票率36.51%。
2013年1月20日公示、1月27日執行の同市長選挙に出馬し、無投票で2期目の当選。同年2月8日に市長就任。
2017年、3期目の当選。
2021年、元市議を破り4選。
2025年、市長選挙に出馬せず引退。

## 市政
- 2020年5月1日、LGBTなど性的少数者のカップルが婚姻に相当する関係にあると認める「パートナーシップ宣誓制度」を導入した[4]。